# 大阪市立啓発小学校・中島中学校
大阪市立啓発小学校・中島中学校（おおさかしりつ けいはつしょうがっこう・なかじまちゅうがっこう）は、大阪府大阪市東淀川区にある公立小中一貫校。愛称はむくのき学園（むくのきがくえん）。
2014年に施設一体型小中一貫校に改編された。

## 沿革

### 小学校
新淀川開削工事のために学校敷地が川底に沈んだ柴島・山口の両小学校を統合し、1901年に西成郡啓発尋常小学校として当時の西成郡西中島村に開校した。校名の「啓発」は、孔子の『論語』の一節から採用されている。また創立当時、校門近くにムクノキがあったことから、校章はムクノキをデザインしたものとなっている。
1925年には西中島村が大阪市に編入され、また編入と同時に大阪市啓発第二尋常小学校（現在の大阪市立東淡路小学校）を分離したことから、大阪市啓発第一尋常高等小学校へ改称している。
1934年には大阪市啓発第三尋常小学校（現在の大阪市立西淡路小学校）および大阪市南方尋常小学校（現在の大阪市立西中島小学校）の2小学校を分離した。
1941年には国民学校令により、大阪市啓発国民学校に改称した。太平洋戦争の戦局悪化に伴い、大阪市の国民学校では学童集団疎開が実施されることになった。各行政区ごとに疎開先の府県が割り当てられ、東淀川区では大阪府北摂方面が疎開先に指定された。啓発国民学校では三島郡豊川村（現在の茨木市）への疎開を実施している。
1945年6月7日の第三次大阪大空襲で校舎を焼失した。そのため1946年に大阪市立南方小学校（現在の大阪市立西中島小学校）に統合されて休校となった。1949年2月には南方小学校分校として復興し、同年4月に大阪市立啓発小学校として再開校した。

### 中学校
1951年に大阪市立淡路中学校から分離開校した。当初は大阪市立啓発小学校内に仮校舎を設置したが、現在の大阪市東淀川区東中島3丁目5番22号北緯34度43分51.7秒 東経135度30分16.7秒 / 北緯34.731028度 東経135.504639度に独立校舎を構えた。

### 小中一貫校
大阪市教育委員会は2010年8月、当校と大阪市立啓発小学校を施設一体型小中一貫校に改編する計画を発表した。当初は中島中学校敷地に小学校を併設する予定だったものの、その後啓発小学校及び飛鳥青少年会館の敷地へ変更され、2014年4月に小中一貫校として出発した。
従来の中島中学校の敷地は、2015年度開校の大阪市立東淀川特別支援学校（2016年より大阪府立東淀川支援学校）に転用された。

### 年表
- 1901年5月1日 - 西成郡啓発尋常小学校として、西成郡西中島村大字山口に設立。
- 1925年4月1日 - 大阪市の編入および啓発第二尋常小学校分離に伴い、大阪市啓発第一尋常高等小学校と改称。
- 1934年 - 啓発第三尋常小学校・南方尋常小学校を分離。
- 1941年4月1日 - 国民学校令により、大阪市啓発国民学校と改称。
- 1944年 - 三島郡豊川村へ集団疎開。
- 1945年6月7日 - 空襲で校舎全焼。
- 1945年6月8日 - 大阪市西淡路国民学校（現在の大阪市立西淡路小学校）に仮校舎を設置。
- 1945年12月7日 - 大阪市南方国民学校（現在の大阪市立西中島小学校）内に仮校舎を移転。
- 1946年4月1日 - 南方国民学校と統合して休校。
- 1949年2月14日 - 大阪市立南方小学校分校として現在地に復興。
- 1949年4月1日 - 大阪市立啓発小学校として独立・再開校。
- 1951年9月1日 - 大阪市立中島中学校が啓発小学校内で開校。学校敷地を共用。
- 1954年4月19日 - 中島中学校が独立校舎へ移転。
- 1970年 - 啓発小学校、35人学級を導入。
- 1997年 - 啓発小学校、文部省から、「教育総合推進地域事業」研究校に指定される（1999年度までの3年間）
- 2014年 - 小中一貫校に移行。愛称「むくのき学園」。

## 通学区域
- 大阪市東淀川区 東中島1丁目-6丁目の全域、および柴島1丁目の一部。

小中一貫校化後全市募集により、大阪市全域から入学が可能となっている。

## 出身者
- 大賀正行 - 部落解放運動家
- 川条志嘉 - 元衆議院議員
- 橋下徹 - 弁護士、元大阪府知事・元大阪市長

## 交通
- 阪急京都線 崇禅寺駅 北西へ約400m。
- 東海道本線（JR京都線）・東海道新幹線・Osaka Metro御堂筋線 新大阪駅 南東へ約600m。